# Joseph Jackson Lister
Joseph Jackson Lister (Leytonstone in Essex, 3 augustus 1857 – Grantchester in Cambridgeshire, 5 februari 1927) was een Britse zoöloog en plantkundig verzamelaar die zowel planten als zoölogische specimens vergaarde tijdens reizen door Afrika, Azië, Australazië en Oceanië.
Lister studeerde aan het St John's College van de Universiteit van Cambridge en kreeg daar later een baan als universitair docent (demonstrator en senior lecturer in de dierkunde). Als vrijwillig natuuronderzoeker ging hij in 1887/88 mee met een Brits onderzoekschip naar Christmaseiland. Tijdens deze reis ontdekte hij twee nieuwe ondersoorten en drie nieuwe soorten vogels: Christmas-Islandvalkuil (Ninox natalis), Christmas-Islanddwergsalangaan (Collocalia natalis) en Christmas-Islandbrilvogel (Zosterops natalis).
- Biblioteca Nacional de España: XX4691792
- Author citation (botany): J.J.Lister
- Stuttgart Database of Scientific Illustrators 1450–1950: 8529
- International Standard Name Identifier: 0000 0000 5441 3696
- Library of Congress Control Number: n2019186888
- LIBRIS: 174554
- SNAC: w6m36nh9
- Virtual International Authority File: 2436447